# عيون جنديان
تقع هذه العيون في الجهة الشمالية لمدينة رواندوز بشمال مركز مدينة اربيل وسميت بالسحرية لتدفق المياه بين اخاديد الجبل بشكل يسر الناظرين وفيه أماكن للتنزه وهو منتج سياحي مع مجموعة من الشقق الفندقية.